# Criticismo culturale
La critica culturale è una critica di una data cultura, usualmente nel suo complesso e tipicamente si basi radicali; una critica sociale di una data società, ma la sovrapposizione è ampia. Il criticismo culturale è normalmente messo in relazione con un qualche problema fondamentale percepito dalla collettività, piuttosto che da un miglioramento di carattere minore: viene asserito che le cose volgono nella direzione errata, o che i valori sono erratamente identificati.
Una critica culturale perciò esiste, in relazione ad un vita intellettuale o artistica, o a certi accordi sociali o a pratiche educative. Le critiche culturali hanno preso forza nel XIX secolo. Matthew Arnold e Thomas Carlyle sono due notevoli esempi di critici culturali dell'età vittoriana; in essi c'era anche una critica alla religione. John Ruskin fu un altro. A causa di un'equazione tra cultura estetica e miseria, esteti e altri possono essere considerati implicitamente impegnati nel criticismo culturale, ma l'attuale articolazione è ciò che produce la critica. In Francia, Charles Baudelaire fu un critico culturale.
Nel ventesimo secolo Irving Babbitt da destra e Walter Benjamin da sinistra possono essere considerati i principali critici culturali. Oggi il campo d'azione della critica culturale è cambiato notevolmente, in quanto le scienze umane si sono allargate fino a comprendere gli studi culturali di tutti i tipi. Un critico culturale può ancora essere distinto dal fatto che la sua azione riguarda la questione valoriale.